# Ленки Дукельські
Ленки Дукельські (дослівний переклад Лани Дуклянські) (пол. Łęki Dukielskie) — село у Польщі, у гміні Дукля Кросненського повіту Підкарпатського воєводства. Населення — 1672 особи (2011).

## Історія
Перша письмова згадка датується 28 серпня 1366 року, коли Казимир III Великий у Володимирі підтвердив дарування канцлером Янушем Сухивільком своїм синам сіл Гирова, Кобиляни, Ленки, Сулістрова, Глойсце, Дукля, Наділля, Мшана, Драганова, Івля та інших.
У 1975—1998 роках село належало до Кросненського воєводства.

## Демографія
Демографічна структура станом на 31 березня 2011 року:
|          | Загалом | Допрацездатний вік | Працездатний вік | Постпрацездатний вік |
| -------- | ------- | ------------------ | ---------------- | -------------------- |
| Чоловіки | 780     | 157                | 536              | 87                   |
| Жінки    | 892     | 174                | 495              | 223                  |
| Разом    | 1672    | 331                | 1031             | 310                  |